# حزب خانواده آلمان
حزب خانوادهٔ آلمان حزبی سیاسی در آلمان است. این حزب در ۱۹۸۱ تأسیس شد و رهبر آن از ۱۹۸۹ به این طرف فرانس جوزف بریر بوده‌است.
این حزب در شوراهای محلی زارلند اعضایی دارد.
این حزب در انتخابات فدرال اخیر آلمان حدود ۰٫۴ درصد رای آورد که آن را پس از احزاب اصلی جز بیشترین رای‌ها در بین احزاب فرعی و کوچک قرار می‌دهد.